# Jan Rebane
Jan Rebane, född 28 juni 1937, död 22 mars 2024 , var en svensk jurist som var lagman i Sunne tingsrätt från 1994 tills den upphörde 2005.
Rebane innehade ett långtidsvikariat som rådman i Piteå tingsrätt från 5 juni 1973. Den 26 maj 1994 utnämndes han till lagman i Sunne tingsrätt efter före dess varit rådman där.